# 塔洛瓦亚区
塔洛瓦亚区（俄语：Таловский район）是俄罗斯联邦沃罗涅日州下辖的一个区，其行政中心为塔洛瓦亚。据2016年统计，该区的人口为39170人。